# Love Me Again
Love Me Again (deutsch Lieb mich wieder) ist ein Lied des britischen Soulsängers John Newman, das im Mai 2013 erschien.

## Entstehung und Veröffentlichung
Geschrieben und produziert wurde das Lied vom Interpreten selbst, zusammen mit Steve Booker. Bei der Produktion bekamen die beiden Unterstützung durch Mike Spencer.
Die Erstveröffentlichung von Love Me Again erfolgte als Promo-Tonträger am 17. Mai 2013 bei Island Records. Am 30. Juni 2013 erschien das Lied erstmals als offizielle Single. Diese erschien als digitale Maxi-Single zum Download, mit fünf verschiedenen Versionen des Liedes (Katalognummer: 00602537402212). Ende August 2013 erschien eine 2-Track-CD-Single mit einem Remix als B-Seite (Katalognummer: 0602537521852). Am 11. Oktober 2013 erschien das Lied als Teil von Newmans Debütalbum Tribute (Katalognummer: 3743662), dessen erste Singleauskopplung es ist.

## Musikvideo
Das Musikvideo erzählt die Geschichte eines Paares, das sich in einem Northern-Soul-Klub der 1960er Jahre kennenlernt. Während Newman selbst auf der Bühne steht und singt, lernen sich die beiden Protagonisten abseits der Tanzfläche kennen. Die jeweiligen Begleiter des Paares wollen eine Beziehung der beiden verhindern, und während diese in eine Schlägerei geraten, flüchtet das Paar aus dem Klub. Infolgedessen wird es auf der Straße, so stellt es das Ende des Videos dar, von einem Transporter erfasst. Im Allgemeinen ist die Geschichte an Shakespeares Romeo und Julia angelehnt. Die Regie übernahm Vaughan Arnell, der bereits für Robbie Williams oder George Michael tätig war, im Retro Mildmay Club in Stoke Newington, einem Stadtteil von London.

## Rezensionen
Robert Copsy vom Digital Spy lobt die Single und befindet, dass viele darauf gespannt seien, mehr von ihm zu hören. Dabei hebt er vor allem die „stimmliche Präsenz“ und den „hüftschwingenden Refrain“ hervor.

## Kommerzieller Erfolg

### Chartplatzierungen
Love Me Again avancierte zum Nummer-eins-Hit im Vereinigten Königreich und hielt sich dort für eine Woche an der Chartspitze. Darüber hinaus erreichte es weltweite Top-10-Platzierungen, darunter je Rang fünf in Österreich und der Schweiz oder auch Rang sechs in Deutschland.
| ChartsChartplatzierungen       | Höchstplatzierung | Wochen |
| ------------------------------ | ----------------- | ------ |
| Deutschland (GfK)              | 6 (35 Wo.)        | 35     |
| Österreich (Ö3)                | 5 (24 Wo.)        | 24     |
| Schweiz (IFPI)                 | 5 (37 Wo.)        | 37     |
| Vereinigte Staaten (Billboard) | 30 (18 Wo.)       | 18     |
| Vereinigtes Königreich (OCC)   | 1 (52 Wo.)        | 52     |

| ChartsJahrescharts (2013)    | Platzierung |
| ---------------------------- | ----------- |
| Deutschland (GfK)            | 28          |
| Österreich (Ö3)              | 43          |
| Schweiz (IFPI)               | 27          |
| Vereinigtes Königreich (OCC) | 14          |

### Auszeichnungen für Musikverkäufe
| Land/Region                  | Auszeichnungen für Musikverkäufe (Land/Region, Auszeichnung, Verkäufe) | Verkäufe  |
| ---------------------------- | ---------------------------------------------------------------------- | --------- |
| Australien (ARIA)            | 3× Platin                                                              | 210.000   |
| Belgien (BRMA)               | Gold                                                                   | 15.000    |
| Brasilien (PMB)              | Diamant                                                                | 250.000   |
| Deutschland (BVMI)           | Platin                                                                 | 300.000   |
| Italien (FIMI)               | 2× Platin                                                              | 60.000    |
| Neuseeland (RMNZ)            | 2× Platin                                                              | 30.000    |
| Schweden (IFPI)              | 2× Platin                                                              | 80.000    |
| Schweiz (IFPI)               | Platin                                                                 | 30.000    |
| Spanien (Promusicae)         | Platin                                                                 | 60.000    |
| Vereinigte Staaten (RIAA)    | Platin                                                                 | 1.000.000 |
| Vereinigtes Königreich (BPI) | 3× Platin                                                              | 1.800.000 |
| Insgesamt                    | 1× Gold · 16× Platin · 1× Diamant ·                                    | 3.835.000 |

### Auszeichnungen für Musikstreaming
| Land/Region          | Auszeichnungen für Musikverkäufe (Land/Region, Auszeichnung, Verkäufe) | Verkäufe  |
| -------------------- | ---------------------------------------------------------------------- | --------- |
| Dänemark (IFPI)      | 2× Platin                                                              | 3.600.000 |
| Spanien (Promusicae) | Gold                                                                   | 4.000.000 |
| Insgesamt            | 1× Gold · 2× Platin ·                                                  | 7.600.000 |